# Takaši Fukuniši
Takaši Fukuniši (japonsko 福西 崇史), japonski nogometaš, * 1. september 1976.
Za japonsko reprezentanco je odigral 64 uradnih tekem.